# Блатный, Иван
Иван Бла́тный (чеш. Ivan Blatný; 21 декабря 1919, Брно, Моравия — 5 августа 1990, Колчестер, Великобритания) — чешский поэт, прозаик (писал прозу вместе с Иржи Ортеном), автор книг для детей.

## Жизнь в Чехии
Сын прозаика и драматурга-экспрессиониста Льва Блатного (1894—1930), после смерти матери в 1933 воспитывался бабушкой. Занимался на философском факультете Университета Масарика в Брно, учил немецкий язык и эсперанто (не закончил из-за начала войны, когда все чешские учебные заведения были закрыты немцами), работал продавцом в магазине оптики.
Начал писать стихи в 1927 году. Ещё учеником гимназии публиковался в газете «Lidové noviny», в начале литературной деятельности был поддержан Витезславом Незвалом. Позднее входил в авангардную литературно-художественную группировку «Группа-42» (1942—1948, начала складываться еще в конце 1930-х, в неё входили, среди других, поэт Иржи Коларж, теоретик литературы и искусства, переводчик Индржих Халупецкий). После войны вступил в коммунистическую партию. В 1948 с делегацией Союза писателей выехал в Англию, откуда не возвратился; на родине был запрещён к изданию и упоминанию, исключён из партии и союза писателей.

## Жизнь в эмиграции

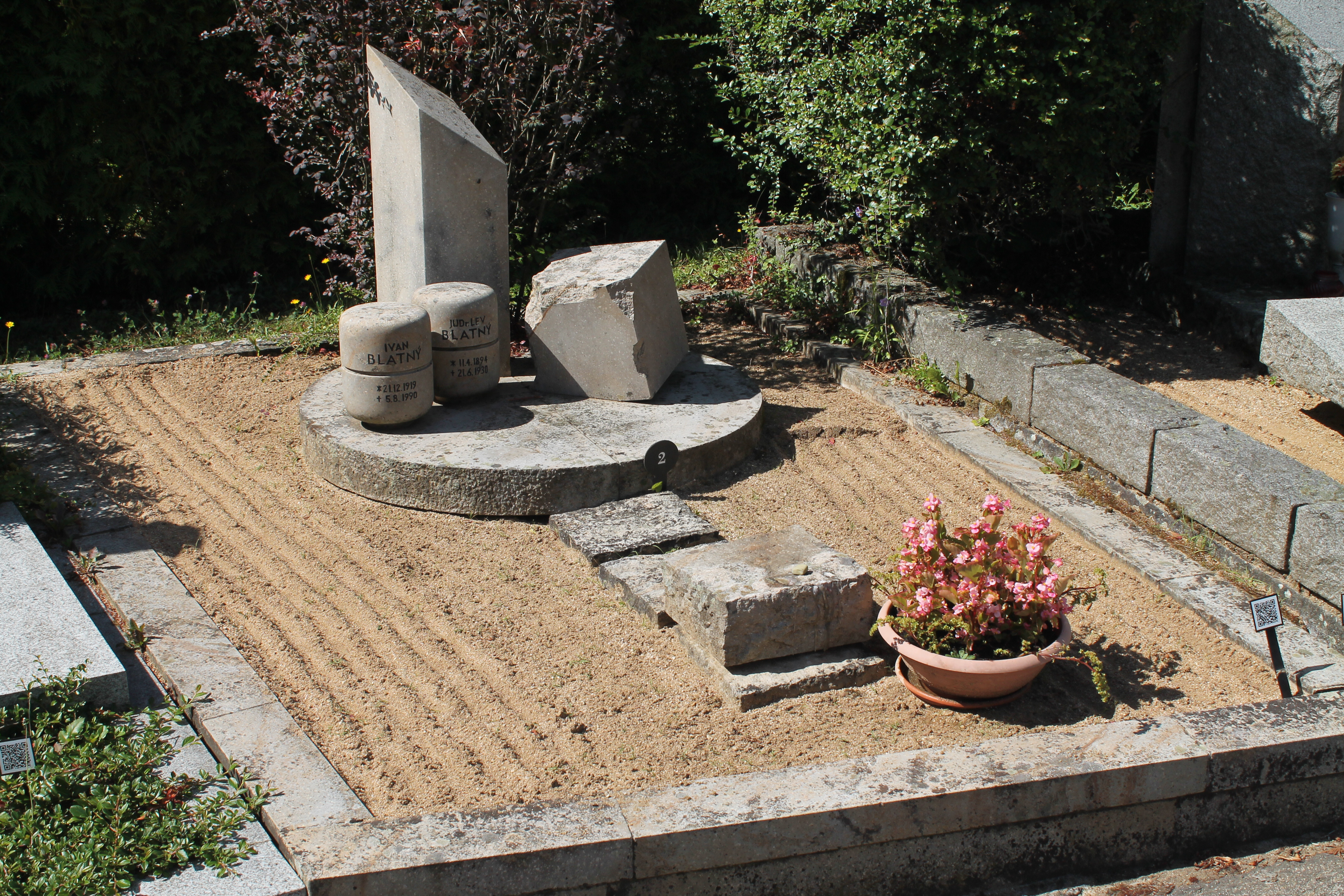
Могила Ивана Блатного и Льва Блатного на Центральном кладбище в Брно

В эмиграции Блатный работал на радиостанциях «Би-Би-Си» и «Свободная Европа». Вскоре у него обнаружились симптомы параноидной шизофрении, бред преследования со стороны КГБ (власти Чехословакии действительно пытались через спецслужбы добиться его возвращения). После 1954 года лечился в психиатрических клиниках, в одной из которых (пансионате Clacton on Sea) умер от эмфиземы лёгких.
В 1954 году несколько его новых стихотворений были впервые после отъезда за рубеж опубликованы в антологии чешской поэзии «Незримая родина» в Париже. В 1977 году подружившаяся с Иваном Блатным медицинская сестра Фрэнсис Мичем передала его стихи жившему в эмиграции чешскому поэту Антонину Броусеку, который переслал их в Канаду известному писателю и издателю Йозефу Шкворецкому. Они были выпущены отдельным томом в 1979 году. В 1982 «Би-Би-Си» и норвежское телевидение сняли документальный фильм о Блатном.
В 1991 году прах Ивана Блатного был перевезён в Брно, где и захоронен. Поэту посмертно возвращен статус гражданина Чехословакии.

## Характеристика творчества
Сам Блатный определял свою поэзию как сюрреалистическую. Его стихи — сложная стилевая амальгама с вкраплениями английского, немецкого, французского, итальянского, древнегреческого и русского языков (своего рода поэтическое эсперанто). Поэзия издана на английском, французском, немецком, испанском, польском языках.

## Сочинения

### Стихи
- Paní Jitřenka/ Госпожа Заря (1940)
- Melancholické procházky/ Меланхолические прогулки(1941)
- Tento večer / Тот самый вечер (1945)
- Hledání přítomného času/ В поисках настоящего времени (1947)
- Stará bydliště/ Старые адреса (1979, Торонто, в 1992 опубл. в Чехословакии).
- Pomocná škola Bixley/ Спецшкола в Биксли (1992, Торонто, опубл. в Чехословакии 1994).

### Книги для детей
- Jedna, dvě, tři čtyři, pět/ Раз, два, три, четыре, пять (1947)

### Новейшие издания
- Brněnské elegie. Praha: BB art, 2003
- Fragmenty a jiné verše z pozůstalosti. Brno: Host, 2003
- Стихи on line Архивная копия от 3 сентября 2005 на Wayback Machine (чешск.)

### На русском языке
- Стихи Ивана Блатны, статья о нем